# Haines (Alaska)
Haines – jednostka osadnicza w Stanach Zjednoczonych, w stanie Alaska. W 2008 liczyło 2 078 mieszkańców.